# Robert Perry (voile)
Robert Perry (né le 4 mai 1909 et mort le 3 avril 1987) est un skipper britannique. Il participe aux Jeux olympiques d'été de 1956 en participant à l'épreuve du 5,5 mètres JI et remporte la médaille d'argent de la compétition. Il meurt à l'âge de 77 ans.

## Palmarès

### Jeux olympiques
- Jeux olympiques de 1956 à Melbourne,  Australie
  -  Médaille d'argent.